# Сфера Пуанкаре (физика)

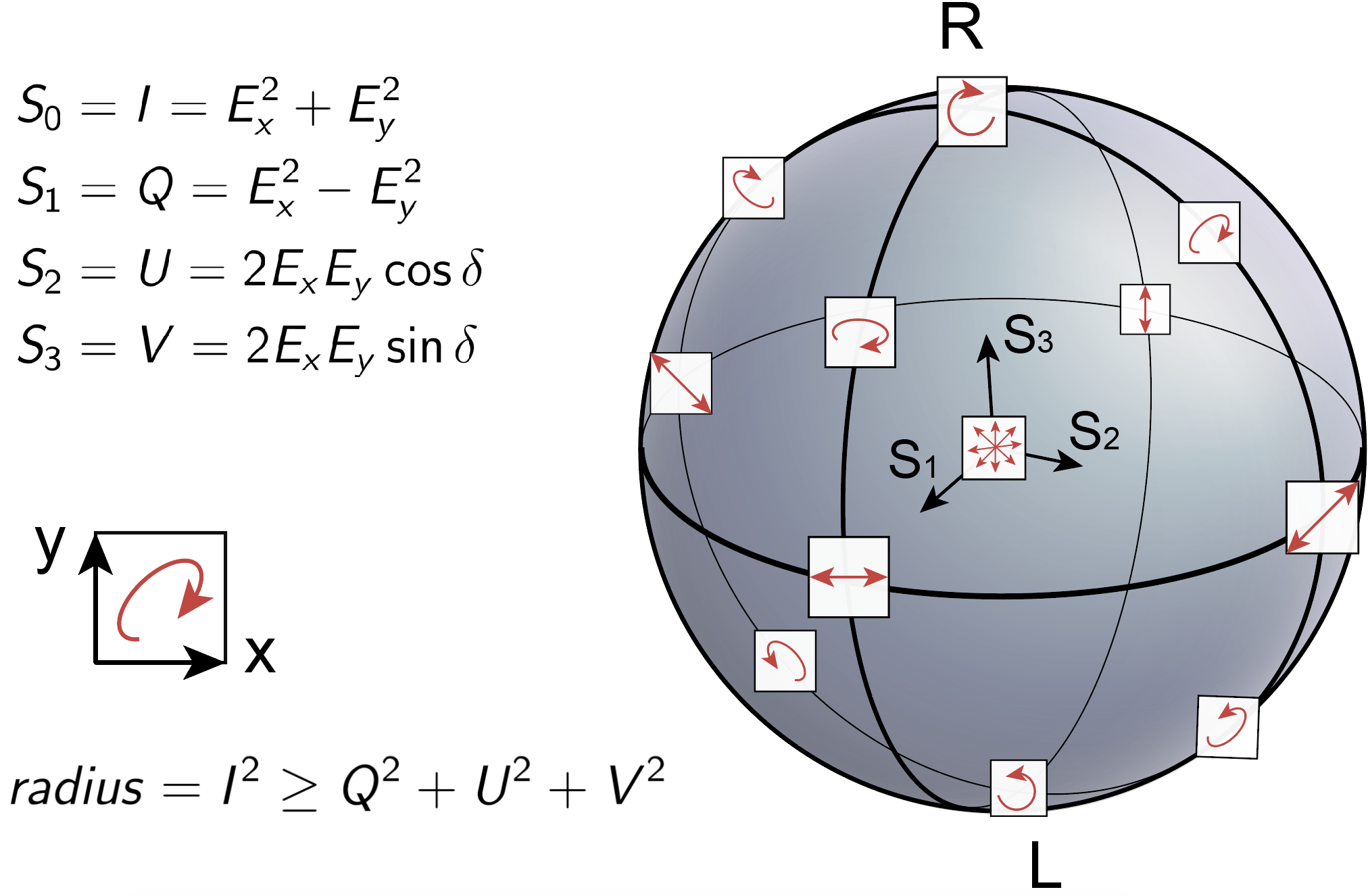
Изображение поляризации на сфере Пуанкаре через параметры Стокса

Сфера Пуанкаре — двумерная сфера {\displaystyle S^{2}}, в декартовых координатах, определяемая параметрами Стокса. В поляризационной оптике введена Анри Пуанкаре в 1892 году
. В других разделах физики этой модели соответствует сфера Блоха. От гомологической трёхмерной сферы в физике остается лишь база расслоения Хопфа — сфера Римана. Информация о третьем измерении (фаза колебаний) отбрасывается. Это проективное упрощение позволило изготовить модель расслоения фазового пространства поляризаций в виде шара, что дало возможность наглядно рассчитывать конкретные волновые процессы.
В механике сфера Пуанкаре описывает состояния малых колебаний сферического маятника, фигуры Лиссажу одинаковой частоты.

## Построение
Каждой точке сферы приведём в соответствие лежащую на сфере малую ориентированную окружность с центром в этой точке. Параллельная проекция такой сферы на плоскость переведёт окружности во всевозможные эллипсы поляризации. Однако, каждый такой эллипс встречается два раза (что соответствует одинаковым колебаниям вектора напряжённости, но в противофазе). Сфера Пуанкаре может быть получена склеиванием пар точек главного меридиана, находящихся на одной параллели.

Склеивание точек, соответствующих одинаковой поляризации. Показана только верхняя полусфера, соответствующая левым поляризациям.
Азимутальный угол увеличивается вдвое. Тангенс угла восхождения также удваивается.

Представление поляризованного света с помощью единственного комплексного числа получается стереографической проекцией сферы Пуанкаре на комплексную плоскость.